# 菏沢市
菏沢市（かたくし）は、中華人民共和国山東省に位置する地級市。古称は曹州。牡丹の郷・書画の郷・戯曲（伝統演劇）の郷・武術の郷と称される。

## 地理
菏沢市は山東省の南西部に位置し、済寧市・江蘇省・安徽省・河南省と接する。

## 歴史
殷代には市区域には莘・顧・黎の3国が存在していた。周代になると曹・郜・須句・魯・衛・宋により分割された。その後春秋時代には宋・魯・衛に、戦国時代では斉・楚・魏により分割され、末期には斉と魏は覇権を争う舞台となっていた。
秦朝が成立すると郡県制の施行に伴い市域北東部は東郡、南西部は碭郡の管轄とされ、その後漢代から魏晋南北朝時代までおおむね踏襲されている。
隋朝が成立すると583年（開皇3年）に郡が廃止され、県は州直轄と改められた。市域は中部は曹州、北部は濮州、北東部は鄆州、南東部は戴州、南部は宋州の管轄とされた。607年（大業3年）の州制廃止に伴い、市域は東部が東平郡、それ以外は済陰郡が設置されている。唐代になると市域は河南道に属し、曹州・濮州・鄆州・宋州が設置されている。臨済宗の開祖臨済義玄を輩出し、『臨済録』などが知られている。
明朝が成立すると市域の大部分には山東承宣布政使司兗州府管轄の曹州・済寧州・東平州が設置され、北西部の一部地域が北直隷大名府管轄の開州及び山東承宣布政司東昌府管轄の濮州が設置されている。清代になると布政使司は省に改められ、市域西部と東北部が直隷省大名府と山東省兗州府の管轄になった以外、山東省曹州府の管轄とされた。1724年（雍正2年）、曹州は直隷州に、1735年（雍正13年）には曹州府に昇格し、1州10県を管轄しおよそ現在の菏沢市の行政範囲とされた。なお清末の1865年（同治4年）には捻軍と清軍の間の高楼寨の戦いが行われている。
中華民国が成立すると1913年（民国3年）、府制が廃止され東明県が直隷省大名道、鄄城県及び梁山県が山東省済西道（後に東臨道と改称）とされた以外、市域の大部分は山東省岱南道（後に済寧道と改称）の管轄とされた。1928年（民国17年）の道制廃止に伴い東明県が河北省とされた以外は、市域は山東省の管轄とされている。
1937年（民国26年）、中華民国臨時政府 (北京)が成立すると市域はその実効支配下に置かれていた。日中戦争中は汪兆銘政権華北政務委員会の管轄地域とされたが、中国共産党による抗日運動拠点となり中国共産党革命根拠地が設置された。1945年（民国34年）以降の国共内戦でも1948年（民国37年）9月には共産党による市域全域の「解放」が行われ、冀魯豫辺区行政委員会臨河・湖西・魯西南・運西専区が設置、同年8月には平原省が設置され菏沢専区、湖西専区が誕生している。
1952年11月、中華人民共和国政府は平原省を廃止、菏沢専区・湖西専区は山東省に移管され、1953年7月には湖西専区が廃止となり、管轄県は菏沢専区及び済寧専区に移管されている。1958年11月、菏沢専区は廃止となり済寧専区に統合されたが、1959年7月に再設置された。1967年に菏沢地区と改称、2000年12月には地級市への昇格が認められ菏沢市と改称され現在に至る。

## 行政区画
2市轄区・7県を管轄している。
- 市轄区：
  - 牡丹区・定陶区
- 県：
  - 鄄城県・単県・鄆城県・曹県・巨野県・東明県・成武県

| 菏沢市の地図                                               |
| ---------------------------------------------------------- |
| 牡丹区 定陶区 曹県 単県 成武県 巨野県 鄆城県 鄄城県 東明県 |

### 年表
この節の出典

#### 平原省菏沢専区
- 1949年10月1日 - 中華人民共和国平原省菏沢専区が成立。菏沢県・定陶県・曹県・東明県・鄄城県・鄆城県・梁山県・南旺県・菏沢城関区が発足。(8県1区)
- 1950年 - 菏沢城関区が菏沢県に編入。(8県)
- 1952年11月15日 - 平原省の分割により、山東省菏沢専区となる。

#### 平原省湖西専区
- 1949年10月1日 - 中華人民共和国平原省湖西専区が成立。金郷県・単県・魚台県・巨野県・城武県・嘉祥県・復程県・崋山県・銅北県・沛県・豊県・単県城関区が発足。(11県1区)
- 1949年10月29日 - 崋山県・銅北県・沛県・豊県が山東省魯中南行政区台棗専区に編入。(7県1区)
- 1950年 - 単県城関区が単県に編入。(7県)
- 1952年10月22日 - 単県の一部が安徽省宿県専区碭山県に編入。(7県)
- 1952年11月15日 - 平原省の分割により、山東省湖西専区となる。

#### 山東省菏沢専区(1952年-1958年)
- 1952年11月15日 - 平原省の分割により、平原省菏沢専区が山東省菏沢専区となる。(7県)
  - 東明県が河南省鄭州専区に編入。
- 1953年7月2日 (10県)
  - 湖西専区単県・城武県・巨野県・復程県を編入。
  - 南旺県が梁山県、済寧専区嘉祥県に分割編入。
  - 単県の一部が済寧専区金郷県に編入。
  - 鄄城県の一部が鄆城県に編入。
- 1953年8月15日 (10県)
  - 単県の一部(六区および馬良集村・禄王荘村・楊荘集村・賈荘村・姜庵村)が江蘇省徐州専区碭山県に編入。
  - 江蘇省徐州専区碭山県の一部(武河村)が単県に編入。
- 1954年3月26日 - 単県の一部が江蘇省徐州専区碭山県に編入。(10県)
- 1954年11月24日 - 河南省安陽専区濮陽県の一部が鄄城県に編入。(10県)
- 1956年3月6日 - 復程県が曹県・単県に分割編入。(9県)
- 1958年3月 - 巨野県の一部が済寧専区嘉祥県に編入。(9県)
- 1958年10月18日 - 城武県が成武県に改称。(9県)
- 1958年11月 - 菏沢県・定陶県・曹県・鄄城県・鄆城県・梁山県・単県・成武県・巨野県が済寧専区に編入。

#### 山東省湖西専区
- 1953年7月2日 - 湖西専区が滕県専区と合併し、済寧専区の発足により消滅。
  - 単県・城武県・巨野県・復程県が菏沢専区に編入。

#### 山東省菏沢地区(1959年-2000年)
- 1959年7月30日 - 済寧専区菏沢県・鄄城県・鄆城県・梁山県・巨野県・単県・成武県・曹県を編入。菏沢専区が成立。(8県)
- 1960年1月20日 - 菏沢県が市制施行し、菏沢市となる。(1市7県)
- 1960年4月21日 - 済南市平陰県を編入。(1市8県)
- 1961年7月 - 平陰県が泰安専区に編入。(1市7県)
- 1961年10月5日 (1市8県)
  - 菏沢市・成武県の各一部が合併し、定陶県が発足。
  - 鄆城県・巨野県の各一部が済寧専区済寧市の一部と合併し、済寧専区嘉祥県となる。
- 1963年3月16日 - 菏沢市が県制施行し、菏沢県となる。(9県)
- 1963年3月23日 - 河南省開封専区東明県を編入。(10県)
- 1967年2月 - 菏沢専区が菏沢地区に改称。(10県)
- 1983年8月30日 - 菏沢県が市制施行し、菏沢市となる。(1市9県)
- 1985年12月23日 - 梁山県の一部が泰安市東平県に編入。(1市9県)
- 1989年12月2日 - 梁山県が済寧市に編入。(1市8県)
- 1990年1月1日 - 済寧市嘉祥県の一部が巨野県に編入。(1市8県)
- 2000年6月23日 - 菏沢地区が地級市の菏沢市に昇格。

#### 菏沢市
- 2000年6月23日 - 菏沢地区が地級市の菏沢市に昇格。(1区8県)
  - 菏沢市が区制施行し、牡丹区となる。
- 2016年1月7日 - 定陶県が区制施行し、定陶区となる。(2区7県)

## 交通
鉄道
- 主要駅
  - 菏沢駅（中国語版） - 京九線、新石線（中国語版）が交差する在来線のターミナル駅である。全国各地へ向かう長距離列車が発着する。
  - 菏沢東駅（中国語版） - 2021年に開業した日蘭高速鉄道（中国語版）の駅。当駅から省都の済南へは高速列車で1時間半から2時間[4]、首都北京へは3時間である。[5]
- 道路
  - 日東高速道路